# Sah (huyện)
Huyện Sah là một huyện thuộc tỉnh Hadramawt, Yemen. Đến thời điểm năm 2003, huyện này có dân số 24146 người